# Béville-le-Comte
Béville-le-Comte is een gemeente in het Franse departement Eure-et-Loir (regio Centre-Val de Loire). De gemeente behoort tot het kanton Auneau van het arrondissement Chartres. Béville-le-Comte telde op 1 januari 2022 1.693 inwoners.

## Geografie
De oppervlakte van Béville-le-Comte bedroeg op 1 januari 2022 20,12 vierkante kilometer; de bevolkingsdichtheid was toen 84,1 inwoners per km².

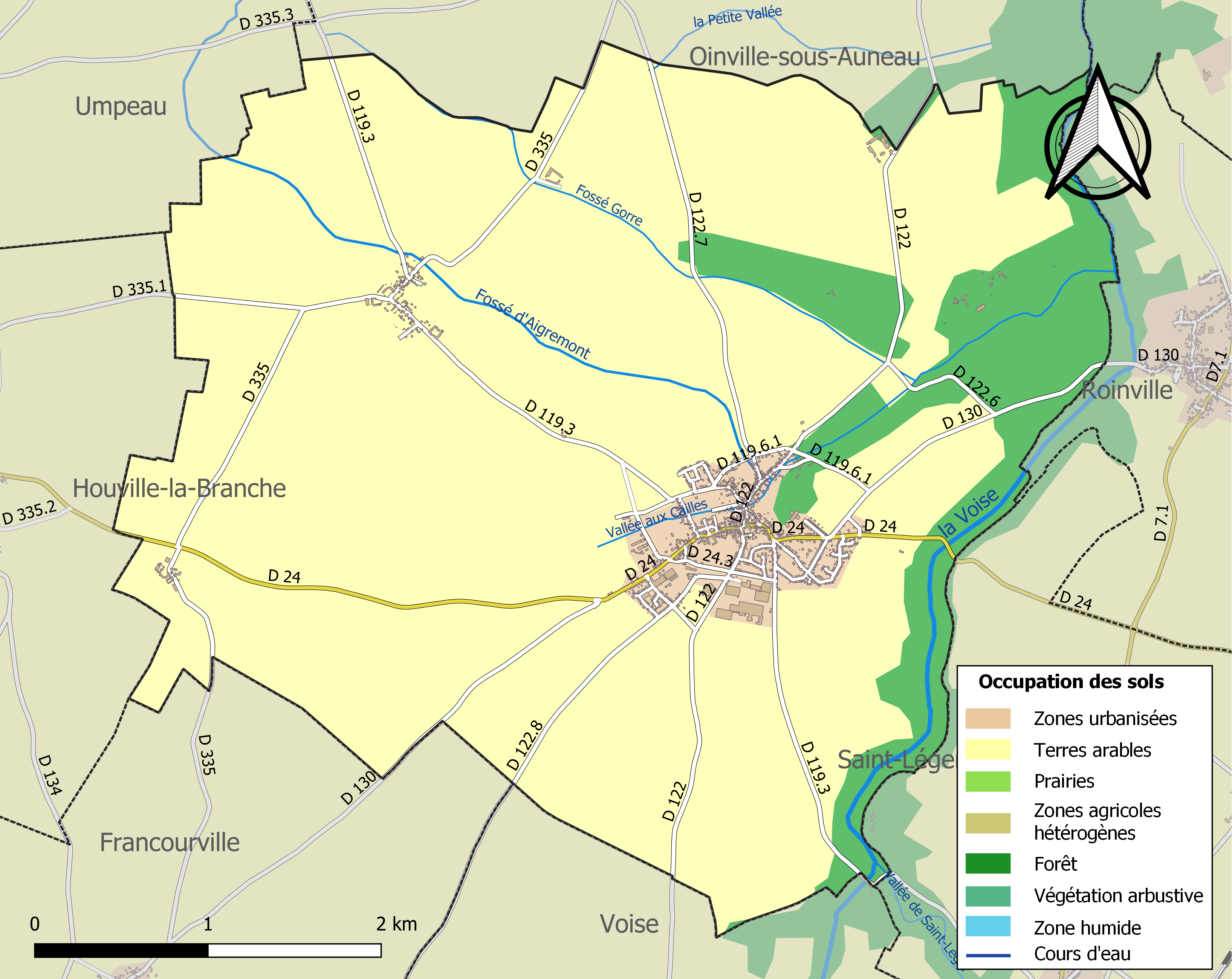
Kaart van de gemeente met belangrijkste infrastructuur, bodemgebruik en omliggende gemeenten

## Demografie
Onderstaande figuur toont het verloop van het inwonertal (bron: INSEE-tellingen).